# Râul Valea Ursului, Rebra
Râul Valea Ursului este un curs de apă, afluent al râului Rebra. 